# Niphargus casimirensis
Niphargus casimirensis is een vlokreeftensoort uit de familie van de Niphargidae. De wetenschappelijke naam van de soort is voor het eerst geldig gepubliceerd in 1980 door Skalski.